# Dræberhunden Cujo
Dræberhunden Cujo er en roman fra 1981 af Stephen King. Den udkom på dansk i 1984.

## Handling
Cujo er en Skt. Bernhards-hund ejet af familien Cambers, der ejer et autoværksted et stykke udenfor byen Castle Rock. Efter at være blevet bidt af en flagermus udvikler Cujo rabies og overfalder og dræber faderen i familien og familiens nabo.
Samtidig ankommer Donna Trenton sammen med sin søn Tad til familien Cambers' hus for at få repareret sin bil. Den bryder sammen lige i indkørslen, og Donna og Tad er herefter fanget i bilen med en sindssyg hund lige udenfor, og en ubarmhjertig sol ovenfor.

## Andre versioner
Cujo blev filmatiseret i 1983 af Lewis Teague.